# The Young Pope
The Young Pope è una serie televisiva italo-franco-spagnola di genere drammatico ideata e diretta da Paolo Sorrentino e trasmessa dal 21 ottobre al 18 novembre 2016 sul canale satellitare Sky Atlantic.
Co-produzione internazionale finanziata da Sky plc, HBO e Canal+ che vede tra i protagonisti Jude Law, Diane Keaton, Silvio Orlando, Cécile de France e James Cromwell, la serie ha avuto un seguito, The New Pope (2020). Si tratta della prima, e ad oggi unica, serie televisiva italiana ad essere stata candidata agli Emmy e ai Golden Globe.

## Trama
Lenny Belardo, affascinante arcivescovo di New York di mezza età, viene a sorpresa eletto Papa.
La decisione, macchinata dal potentissimo segretario di Stato Vaticano, cardinale Angelo Voiello, avrebbe dovuto portare a un pontefice malleabile e manovrabile, ma Belardo si rivela di tutt'altra natura: abbandonato in tenera età nell'orfanotrofio di Suor Mary (che porta con sé a Roma), vive con ossessione tale abbandono, che lo ha portato a sviluppare un rapporto molto turbolento con la fede e con Dio. Ciononostante, Belardo è ritenuto un santo da molti (compresa suor Mary), avendo realizzato un miracolo quando era giovane. 
Salito al soglio pontificio col nome di Pio XIII, il nuovo pontefice mette subito in atto il suo desiderio di rendere di nuovo la Chiesa misteriosa e inaccessibile, e per questo allettante per i fedeli, facendo in modo di non essere mai visto né tanto meno fotografato o intervistato, utilizzando paramenti ormai in disuso (come la tiara) e lanciando una vera e propria guerra al rinnovamento della Santa Sede, tornando a posizioni tradizionaliste su temi come l'omosessualità (da lui associata alla pedofilia), il ruolo delle donne nella Curia e nella società, e l'aborto. 
L'intransigenza di Pio XIII, nonostante le suppliche di tutti i suoi collaboratori, viene mitigata solo quando egli perde due persone molto care: il cardinale Andrew Dussolier, suo migliore amico sin dai tempi dell'orfanotrofio, e il cardinale Michael Spencer, suo padre spirituale. Dopo aver apparentemente realizzato altri due miracoli (far rimanere incinta Ester, moglie sterile di una guardia svizzera, e l'aver provocato la morte di una disonesta missionaria in Africa mediante la preghiera) e aver ottenuto la confessione di un potente cardinale statunitense sui casi di pedofilia nella sua diocesi, Pio XIII si reca in visita a Venezia e, dopo aver pronunciato uno struggente discorso sulla natura di Dio, incitato dalla pubblicazione delle lettere che ha scritto ma mai inviato all'unica ragazza avuta in gioventù, ha un malore e cade in coma.

## Episodi
| Stagione       | Episodi | Prima TV |
| -------------- | ------- | -------- |
| Prima stagione | 10      | 2016     |

## Personaggi e interpreti

### Personaggi principali
- Lenny Belardo/Papa Pio XIII, interpretato da Jude Law, doppiato da Riccardo Niseem Onorato.
- Suor Mary, interpretata da Diane Keaton, doppiata da Melina Martello.
- Cardinale Angelo Voiello, interpretato da Silvio Orlando.
- Monsignor (poi Cardinale) Bernardo Gutierrez, interpretato da Javier Cámara, doppiato da Marco Mete.
- Cardinale Andrew Dussolier, interpretato da Scott Shepherd, doppiato da Simone D'Andrea.
- Sofia Dubois, interpretata da Cécile de France, doppiata da Francesca Fiorentini.
- Esther Aubry, interpretata da Ludivine Sagnier, doppiata da Valentina Mari.
- Cardinale Caltanissetta, interpretato da Toni Bertorelli.
- Presidente del Consiglio, interpretato da Stefano Accorsi.
- Cardinale Michael Spencer, interpretato da James Cromwell, doppiato da Dario Penne.

### Personaggi secondari
- Don Tommaso Viglietti, interpretato da Marcello Romolo.
Frate, confessore del Papa e successivamente nominato cardinale.
- Padre Federico Amatucci, interpretato da Gianluca Guidi.
Assistente del Cardinale Voiello.
- Padre Valente, interpretato da Ignazio Oliva.
Assistente del Papa.
- Cardinale Mario Assente, interpretato da Maurizio Lombardi.
Prefetto della Congregazione per il clero, Pio XIII lo sostituisce con Dussolier a causa della sua omosessualità.
- Domen, interpretato da Daniel Vivian.
Maggiordomo di Papa Pio XIII.
- Capitano Bechi, interpretato da Massimiliano Gallo.
Capitano dei Carabinieri che sta indagando sulla scomparsa di Tonino Pettola.
- Tonino Pettola, interpretato da Franco Pinelli.
Pastore che dice di aver visto la Madonna.
- Beata Juana, interpretata da Alessia Giulia Trujillo.
Giovane beata sudamericana di cui si interessa Pio XIII.
- Franco interpretato da Giancarlo Fares                                                                                                                                                                                                                  Il padre del ragazzo disabile che è spesso in compagnia del Cardinale Voiello.

## Produzione
The Young Pope, prima serie televisiva di Paolo Sorrentino, è prodotta dall'italiana Wildside di Lorenzo Mieli e Mario Gianani, in collaborazione con la compagnia francese Haut et Court TV e la spagnola Mediapro. Il progetto è finanziato da Sky, Canal+ e HBO, che hanno messo insieme un budget di 40 milioni di euro, in parte provenienti anche dal fondo europeo di sviluppo regionale dell'Unione europea, per la produzione dei dieci episodi che compongono la prima stagione, la cui produzione, dall'avvio della scrittura alla post-produzione, è durata circa tre anni tra il 2014 e il 2016.
Le sceneggiature sono state scritte da Sorrentino, Stefano Rulli, Tony Grisoni e Umberto Contarello. Il cast, annunciato tra luglio e i primi giorni di agosto del 2015, include la presenza di Jude Law nei panni del papa protagonista; Diane Keaton nei panni di suor Mary; James Cromwell, Silvio Orlando, Scott Shepherd, Javier Cámara e Toni Bertorelli nei panni rispettivamente dei cardinali Spencer, Voiello, Dussolier, Gutierrez e Caltanissetta; oltre a Cécile de France, Ludivine Sagnier, Guy Boyd, Andre Gregory, Sebastian Roché, Marcello Romolo, Ignazio Oliva, Vladimir Bibic, Daniel Vivian e Nadie Kammalaweera. Il protagonista è spesso inquadrato solo dal bacino in su anche in movimento, in modo da non far vedere come stia camminando per dare la falsa impressione che stia "volando"; Sorrentino ammise di aver mutuato tale tecnica dai film di Spike Lee.
Le riprese della prima stagione, durate sette mesi, si sono svolte a partire dall'agosto 2015 principalmente negli studi di Cinecittà, dove sono stati ricreati gli interni del Vaticano; i giardini che si vedono in molte scene sono stati ripresi da alcune ville, principalmente Villa Lante, Villa Medici, e dall'orto botanico di Trastevere mentre alcune riprese si sono svolte anche all'interno di Palazzo Venezia. Alcune scene sono state girate anche a Venezia, in piazza San Marco.
Poco prima dell'esordio televisivo, nelle prime settimane di ottobre 2016 è stata confermata la produzione di una seconda stagione, tramutatasi in seguito nella nuova serie televisiva The New Pope. La serie vedrà la riconferma di Jude Law e Silvio Orlando, con le new entry John Malkovich e Massimo Ghini.

## Distribuzione
Il primo teaser trailer della serie è stato trasmesso in anteprima il 14 giugno 2016 su Sky Atlantic, mentre i primi due episodi sono stati presentati il 3 settembre 2016 alla 73ª Mostra internazionale d'arte cinematografica di Venezia.
The Young Pope ha poi fatto il suo esordio il 21 ottobre 2016 in Italia su Sky Atlantic, oltre che in Germania e in Austria sulle versioni locali dello stesso canale. Tre giorni dopo esordirà in Francia su Canal+, il 27 ottobre nel Regno Unito e in Irlanda su Sky Atlantic, e il 15 gennaio 2017 su HBO negli Stati Uniti.
A livello internazionale la serie è stata commercializzata da FremantleMedia, che l'ha venduta a emittenti di oltre 80 paesi.

## Sigla
Nella sigla, col sottofondo musicale del brano All Along the Watchtower di Bob Dylan nella versione di Devlin e Ed Sheeran, il papa passeggia lungo un'ipotetica galleria di dipinti, che ripercorrono idealmente la storia della Chiesa, e attraversati da una sorta di stella cometa che talvolta interagisce coi personaggi rappresentati. I dipinti non sono in scala reale, e sono piuttosto allineati su un'unica altezza comune. Essi sono, in ordine:
- Adorazione dei pastori di Gherardo delle Notti
- Consegna delle chiavi del Perugino
- Conversione di san Paolo di Michelangelo Merisi da Caravaggio
- Concilio di Nicea, icona greca nel monastero della Gran Meteora
- Pietro l'Eremita che cavalcando una bianca mula col crocifisso in mano e scorrendo le città e le borgate predica la crociata di Francesco Hayez
- Stimmate di san Francesco di Gentile da Fabriano
- San Tommaso da Villanova distribuisce l'elemosina ai poveri di Mateo Cerezo il Giovane
- Michelangelo che dà il modellino di San Pietro a Paolo IV del Passignano
- Massacro di San Bartolomeo di François Dubois
- La nona ora di Maurizio Cattelan

## Sequel
Nel maggio 2017 Sky e HBO annunciarono una miniserie sequel di The Young Pope, intitolata The New Pope, nuovamente diretta da Sorrentino e scritta da quest'ultimo insieme con Umberto Contarello. La miniserie, incentrata su un nuovo papa, è stata girata nel 2018 e distribuita nel 2020.

## Riconoscimenti
2017 - Premio Emmy
- Candidato - Outstanding Cinematography for a Limited Series or Movie a Luca Bigazzi
- Candidato - Outstanding Production Design for a Narrative Contemporary Program (One Hour or More) a Ludovica Ferrario, Alexandro Maria Santucci e Laura Casalini

2018 - Premio Golden Globe
- Candidato - Miglior attore in una mini-serie o film per la televisione a Jude Law